# よこたとくお
よこた とくお（1936年10月30日 - 2022年4月8日 ）は、日本の漫画家。福島県出身。別名、横田徳男、横田とくお。

## 来歴
福島県田村市（旧田村郡七郷）出身。馬場のぼるに憧れ漫画家を目指す。中学時代に「毎日中学生新聞」に漫画を投稿し入選する。上京し働きながら「漫画少年」誌に投稿を続ける。「漫画研究」に短編ギャグ作品が掲載され、「漫画研究」の投稿者の集会で赤塚不二夫、長谷邦夫らと会い、勧めにより石森章太郎（後に石ノ森章太郎に改名）が主宰する「東日本漫画研究会」の「墨汁一滴」に参加する。
会社を辞し、赤塚と西荒川で共同生活をしながらつげ義春の勧めもあり、貸本漫画家を目指す。1955年日昭館の貸本漫画『山びこ剣士』でデビュー。1956年、手塚治虫発案による同人グループ「かこう会」に参加する。
1958年、トキワ荘の鈴木伸一の退去後の部屋に入居する。トキワ荘の入居期間は、1958年 - 1961年。1959年からは雑誌「少女クラブ」にギャグ漫画『アンコさん』を連載開始。初期の頃は少女漫画やギャグ漫画を主に描いていた。1961年にトキワ荘を赤塚と同時期に退去し、トキワ荘のちかくにあるアパートに住む。隣室は赤塚であった。
1963年、七福人プロダクションに参加する。同年、集英社が創刊した「週刊マーガレット」に「マーガレットちゃん」を連載し、好評を博す。この時期、「ぱっちりパコちゃん」や「あかんべー助」など、少年少女の多数の雑誌にギャグ漫画を発表する。
1965年、スタジオ・ゼロの雑誌部で、長谷邦夫と共に赤塚不二夫『まかせて長太』のアイデアスタッフを務める。続けてフジオプロへ勧誘されるが独立して仕事をすることを選ぶ。
親交のあった石ノ森の誘いを受けて、石ノ森の学習漫画「アスガード7」の作画を担当する。これを契機に学習漫画を多く描くようになり、学習漫画界の第一人者として活躍を遂げるようになる。
「建築工事の積算」など大人向けの学習漫画や「まんが北橘村史」など地域の歴史を解説する漫画など手掛けた学習漫画の分野は多岐にわたる。学習漫画家の集まりであるLACの会の理事を務めた。
トキワ荘跡に設けられた記念碑の落成式にはアニメーターの鈴木伸一、漫画家の水野英子とともに招待された。
2020年、区民ひろば富士見台（東京都豊島区）に自作の『マーガレットちゃん』のモニュメントが建立され、同年3月1日に執り行われた除幕式によこたも参列して車椅子姿ながら健在なところを見せた。
2022年4月8日、老衰のため東京都練馬区内の病院で死去（満85歳没）。同じトキワ荘の居住者だった藤子不二雄Aの死去翌日だった。

## 主な作品
- 愛に咲く花（島村出版、1957年）[11]
- だれかひろってよ（集英社『りぼん増刊号』1962年）[12]
- マーガレットちゃん（集英社『週刊マーガレット』1963年[13] - 1971年[14]）
- わあい！あかちゃん（集英社『りぼん大増刊』1964年）[15]
- けむりのもくちゃん（講談社『ディズニーランド』1965年12月号）[16]
- 友情とはなんだ（小学館『女学生の友』1966年 - 1967年頃）[17]
- これが友情だ（小学館『ジュニア文芸』1967年頃）[18]
- へんてこりんこ（集英社『りぼん』1967年10月号）[19]
- ロボットぽん助（講談社『ぼくら』1968年頃）[20]
- ぴんぼけハッピーくん（少年画報社『少年画報』1968年頃）[21]
- コケ太とタケ子（少年少女新聞社『少年少女新聞』）[22]
- いじわるくん（少年画報社『少年画報』）[23]
- ケンカ太郎（少年画報社『少年画報』）[23]
- ほらふきホラ男くん（少年画報社『少年画報』）[23]
- 馬＋鹿＝？（少年画報社『少年画報』）[23]
- 目玉のジロ吉（少年画報社『少年画報』）[23]
- ピカドンどん太（少年画報社『少年画報』）[23]
- けちん坊ケンちゃん（少年画報社『少年画報』）[23]
- あわてものあわ平くん（少年画報社『少年画報』）[23]
- でたらめトリオ（少年画報社『少年画報』）[23]
- 木星人だよみのるくん（少年画報社『少年画報』）[23]
- ものぐさくん（少年画報社『少年画報』）[23]
- よわむしくん（少年画報社『少年画報』）[23]
- おかしなあいつ（少年画報社『少年画報』）[23]
- 悪アク太郎（少年画報社『少年画報』）[23]
- とつげきゲバちゃん（集英社『りぼん』1971年2月号）[24]
- メルヘン坊や（少年画報社『少年画報』1971年7号）[25]
- タマオキくん（少年画報社『少年キング』1973年 - 1975年）[26]
- 右向けヒダリくん[27]
- 土星のねんどちゃん[28]
- 笛吹く乙女[29]
- 虹の白ゆり[30]
- 小判地獄（黒門町伝七捕物帖シリーズ 5）[31]
- 心の灯[32]
- へんな子ちゃん（原作：赤塚不二夫）（集英社『りぼん大増刊』1968年）[33]
- SPハーレー（原作・石ノ森章太郎）（学習研究社、1976年頃）[34]
- びっくり世界一自然のひみつ（ひみつシリーズ）（学習研究社、1977年）[35]
- 世界の偉人まんが伝記事典（学習研究社、1979年）[36]
- 電気のひみつ（ひみつシリーズ）（学習研究社、1981年）[37]
- まんが日本史事典1 大むかし・大和・奈良・平安（ひみつシリーズ）（学習研究社、1983年）[38]
- 日本史できごと365日事典（学習研究社、1989年）[39]
- まんが方言なんでも事典（監修・文：三井はるみ、金の星社、1998年）[40]
- はじめはじめのそのはじめ（あかね書房、1988年）[41]
- おもしろトイレ物語: まんがで学習（あかね書房、1995年）[42]
- クイズきまりことば（あかね書房、1999年）[43]
- まんがことわざ事典（Gakken、1992年）[44]
- 大空へのちょう戦ライト兄弟（学習研究社伝記シリーズ、1977年）[45]
- 昆虫の探検者ファーブル（学習研究社伝記シリーズ、伝記シリーズ、1978年）[46]
- 偉大な発明王エジソン（学習研究社伝記シリーズ、伝記シリーズ、1978年）[47]
- 天才的な作曲家ベートーベン（学習研究社伝記シリーズ、1978年）[48]
- 戦場の天使ナイチンゲール（学習研究社伝記シリーズ、1979年）[49]
- 奇跡の人ヘレン・ケラー（学習研究社伝記シリーズ、1980年）[50]
- 天文学の開拓者ガリレイ（学習研究社伝記シリーズ、1981年）[51]
- 童話の王様アンデルセン（学習研究社伝記シリーズ、1982年）[52]
- 歌曲の王シュ-ベルト（学習研究社伝記シリーズ、1983年）[53]
- 二十世紀の天才画家ピカソ（学習研究社伝記シリーズ、1984年）[54]
- ノーベル賞を二度受賞したキュリー夫人（学習研究社伝記シリーズ、1992年）[55]
- キリンビール大学（キリンビールのサイト。学習漫画が掲載されている。年齢確認あり）[56]
- 法務省みんなともだち〜マンガで考える「人権」〜（1997年版[57]）（法務省のWEB上に掲載されている学習漫画）
- まんが大和の歴史（大阪市教育委員会）
  - 第1巻 (先土器時代)1990年[58]
  - 第2巻 (縄文・弥生・古墳時代)1991年[59]
  - 第3巻 (奈良・平安・鎌倉・室町・戦国時代)1992年[60]
  - 第4巻 (江戸時代)1993年[61]
  - 第5巻 (明治・大正・昭和時代)1994年[62]
- からだのひみつ（おとなのひみつシリーズ）（Gakken、2013年） - 複数の漫画家の共著[63]
- まんが北橘村誌（まんが北橘村誌刊行会、1991年）[64]

## その他
- 藤子・F・不二雄大全集『山びこ剣士/竹光一刀流ほか』（2013年、小学館） - 解説を執筆。